# Lucien Roudier
Pour les articles homonymes, voir Roudier.
Lucien Roudier, né le 2 janvier 1894 à Marseille et mort le 14 mars 1940 à Boulogne-Billancourt, est un artiste français, peintre et illustrateur, qui signait ses œuvres du pseudonyme Eller (de ses initiales L. R.).
Peintre, illustrateur et décorateur, Lucien Eller fut le peintre de la vie nocturne, des bars, night-clubs, clubs de jazz de Marseille, puis de Paris à partir des années 1920. Il dépeint l’atmosphère de la nuit dans un style très expressif, proche des expressionnistes, dans la tradition des peintres Kees Van Dongen et Georges Rouault, mais aussi de Marcel Leprin, marseillais comme lui et qui aborde des thèmes très similaires.

## Biographie
Lauréat de la Société des Beaux-Arts de Marseille où il est né, il vient à Paris après la Première guerre mondiale où il sera le témoin des nuits parisiennes des Années folles. Illustrateur, il contribue à Marseille à la revue Spectator, aux pages féminines du Soleil de Marseille, et à Paris aux revues Le Rire et Fantasio. Comme peintre, il expose notamment à Paris à la galerie Devambez, à la Galerie Georges Petit et aux Salons des Indépendants.

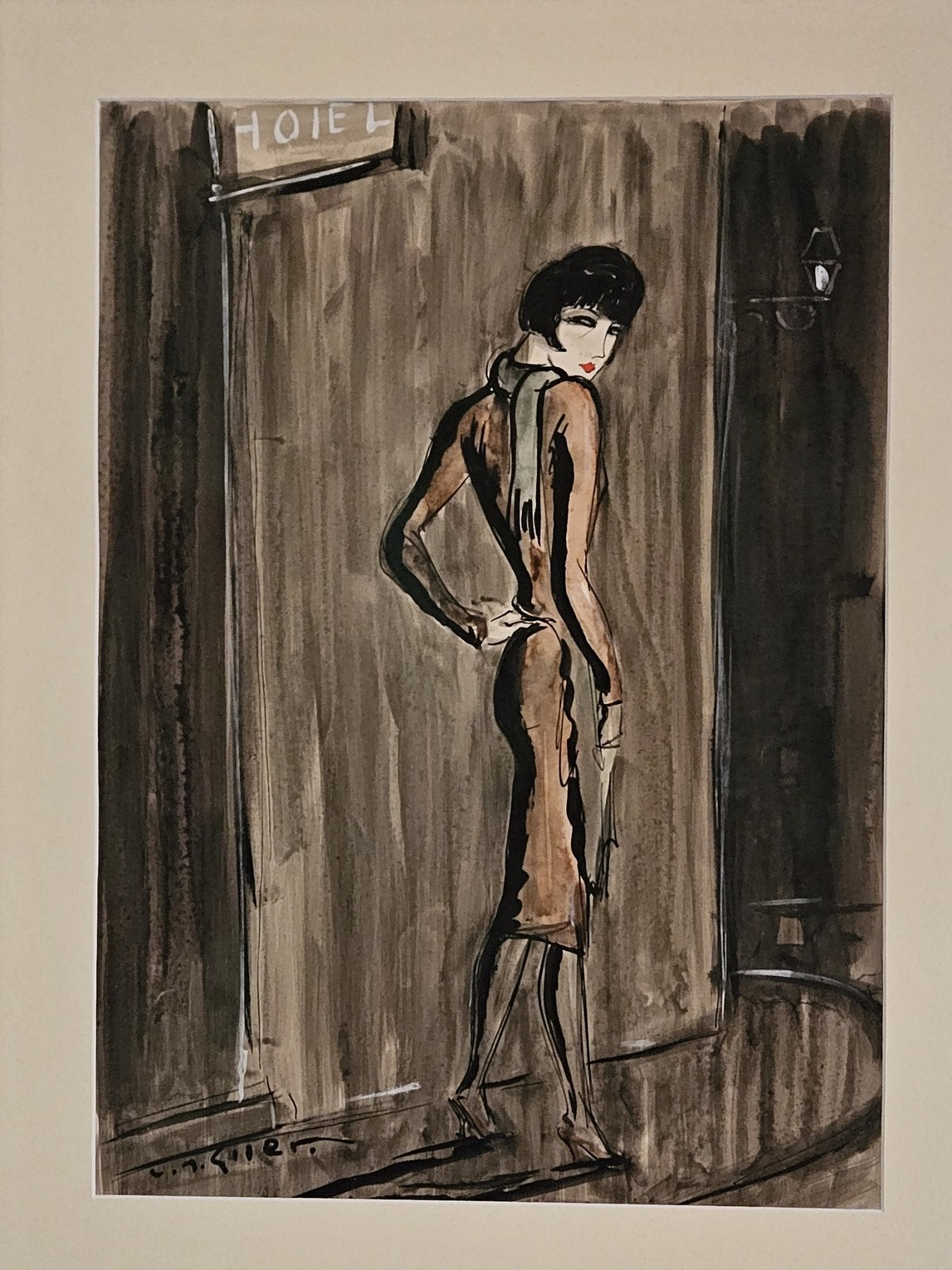

Ancien poilu, il crée le Salon des artistes anciens combattants, peintres et sculpteurs, que, chaque année, au bord de la Seine, inaugurait le président de la République. Décoré de la Légion d’honneur en 1938, il est également l’un des fondateurs du Club des Marseillais de Paris. Il fut classé comme franc-maçon par le gouvernement de Vichy.
Mort prématurément en mars 1940 dans son atelier du 5, rue Clauzel dans le bas Montmartre des suites d’une ablation d’un rein, son travail resta longtemps dans l’ombre, malgré une rétrospective de son œuvre à Marseille, à la galerie Jouvène, en 1941.
En 1956, à la suite du décès de son mécène Camille de Rhynal, une vente organisée à Nice de plus de 70 de ses œuvres, préfacée par Paul Reboux, le ramène à la lumière auprès d’un public de marchands et de collectionneurs avertis.
S’il se consacra à la fin de sa carrière à des œuvres au style fantastique et d’inspiration espagnole, notamment des Don Quichotte, c’est sa première période, où il illustre la vie des bouges, des boîtes de jazz, des bals musette ou des quartiers réservés, qui reste la plus actuelle et la plus originale.

## Œuvres

### Œuvres dans le collections publiques
- Gitanes, Centre national des Arts plastiques[5]
- Terrasse de café à Marseille. Ministère de la Justice

#### Illustrations
- Revue Spectator, Marseille. Années 1920 et 1921
- José Almira. Rires de marbre.  Illustrations de L.R. Eller. Paris, Éditions Eugène Figuière. 1924
- Hélène Saurel. Marseille sur le vif. Illustrations de L. R. Eller. Paris, Éditions d'art des Tablettes, 1925.
- Faméliques et blafardes. Estampes. Nouvelle Photogravure du Sud. 1926
- Fantasio. 1926 à 1930.
- Le Rire Spécial Marseille. 1er avril 1933

### Décors de théâtre
- Mai 1922. Exposition coloniale. Tout Marseille. Avec Raffer.
- Décembre 1936. Décors de Ça c’est Marseille d’Henri Varna, Antonin Bossy et Vincent Scotto (avec Jean Julien, R. Fost, Roger Durand et Cam) à l’Alcazar de Paris

## Expositions
- Décembre 1923 – La Réserve. Marseille[6].
- Février 1926 – Galerie Devambez. 43, boulevard Malesherbes. Paris. (avec Lucien Laforge)[7]
- Décembre 1927 – La Réserve. Marseille. L’étrange cortège, les Cow-boys, Marins américains, Pierreuses, Bal Musette, Espana, Danseuse noire, La Trapéziste, l’Assassinée.
- Janvier 1929 – Librairie universelle, 84, boulevard Saint-Michel. Paris
- Octobre 1929 – Galerie Georges Petit. La Foule à Marseille, Marseille, Bal Musette, les Romanichels, la Roulotte, Basile. [8]
- Janvier 1930 – Galerie Bernheim jeune. 83, rue du Faubourg Saint-Honoré. Paris. Avocats. Cour d’Assises. La Pierreuse. Les Montparnos.
- Juillet 1930 – Galerie Milliaseau. 14, boulevard de Courcelles. Paris. Pierreuse, Exode, Maya, Don Quichotte.
- Février 1941 – Rétrospective Eller à la Galerie Jouvène, 39, rue Paradis. Marseille[9].

## Réception critique
« Il a un sens prodigieux de la foule, du mouvement, du grouillement. Il peint les rues de Marseille, sa ville, son pays, la Canebière, le cours Belsunce, l’Alcazar, les bars, le port. Il regarde autour de lui, il est transporté de joie en voyant ce qui l’entoure et cela ne lui suffit pas, il pousse à l’extrême les gestes, les expressions, les attitudes, les mouvements. Les personnages qu’il peint jaillissent de la toile, il faut les regarder. Il y a une exubérance forcenée dans ses toiles et ses aquarelles. » Comoedia. 13 janvier 1926.
« N’est-ce pas la plus belle louange que l’on puisse décerner à M. Eller, qui expose actuellement 84, boulevard Saint-Michel, que de dire de sa manière qu’elle rappelle celle de Willette ? Ses sujets à la Carco, aussi bien que ses brunes Espagnoles à mantilles, sont d’un réalisme sous lequel il n’est pas difficile de trouver un peu de réelle poésie. » Le Figaro artistique du 3 janvier 1929.
« La peinture de Lucien Eller est à peu près unique dans ce salon. De grands coups de pinceaux donnent un résultat dont on ne peut méconnaître l’attrait. Dans son Robert Macaire, l’artiste montre ses brillantes qualités de dessinateur, plantant ses personnages avec virtuosité. Dans La Relève, invocation de temps révolus, mais jamais oubliés, il y a du mouvement et de l’élévation de pensée. » L’Est Républicain. 1934
« Les vues du port de Marseille baignant dans une lumière élyséenne et ses fêtes champêtres d’une élégance claire et sans affèterie qu’il peignit dans ses dernières années marquent le faîte de son œuvre, dénotent une maîtrise que la mort devait lui ravir peu après. Eller laissera le souvenir d’un artiste exigeant, aux dons embellis par le caractère et le probe labeur. » Fortunio. Février 1941.